# يحيى إبراهيم الألمعي
يحيى إبراهيم الألمعي (1937- 2011)، أديب وشاعر سعودي ، ورمز من رموز الأدب في منطقة عسير، يُعد رائدًا ومؤرخًا للأمثال الشعبية في المنطقة، فهو أول من وثقها وجمعها وشرحها في كتابه (الأمثال الشعبية في المنطقة الجنوبية، وحاز على شكر من الديوان الملكي السعودي بسبب مقترحه لتسمية محافظة (ظهران الجنوب) بهذا الاسم، وكان رئيسًا لتحرير صفحة عسير الصادرة عن صحيفة عكاظ، ومن أبرز الكُتّاب في صحيفة اليمامة، وعضوًا في نادي أبها الأدبي، من أشهر أعماله كتاب (رحلات في عسير)، وألّف إلى جانبه نحو 10 أعمال أخرى، منها 3 دواوين شعرية، ونحو 6 مخطوطات لم تنشر بعد، وهو ينتمي لمدرسة الشعراء المحافظين المجددين، وذكرت له ترجمة في قاموس الأدب والأدباء في السعودية، وكُتب عنه فصل ضمن كتاب المذاهب الأدبية في الشعر الحديث في جنوب المملكة العربية السعودية لعلي صبح.

## حياته
ولد في رجال ألمع بمنطقة عسير عام 1937، وفيها تعلم وامتهن التجارة في وقت مبكر، ثم انتقل إلى جدة ليعمل في وزارة الصحة السعودية عام 1954، وبعد نحو عامين عمل في إمارة منطقة عسير، وعُين بعد ذلك مديرًا للجوازات في محافظة بيشة، وتدرج بالمناصب في مديرية الجوازات حتى صار مديرًا للجوازات والجنسية في محافظة ظهران الجنوب، ثم رئيسًا لقسم التحرير لمديرية الجوازات بأبها، وكانت تلك آخر وظيفة حكومية يشغلها، إذ تقاعد بعدها عام 1995، كتب 43 مقالة لصحيفة اليمامة، وأشرف رفقة سليمان الحفظي على صفحة عسير الصادرة عن صحيفة عكاظ، خلال عامي 1962- 1964، وله عدد من الإسهامات الصحفية والإذاعية.

## مؤلفاته
- رحلات في عسير.
- الأمثال الشعبية في المنطقة الجنوبية.[2]
- عبير من عسير.
- من روابي عسير.
- أحاسيس شاعر.
- الشهاب الملتهب، مخطوطة لرواية.
- الإيضاح والتيسير في تاريخ عسير.، مخطوطة.[1][3]

## وفاته
توفي في 28 نوفمبر 2011، عن عمر يناهز 77 عامًا.